# Agua Santa (Viña del Mar)
La calle Agua Santa o también conocida como subida Agua Santa (por su situación geográfica), es una vía de la comuna chilena de Viña del Mar, en la Región de Valparaíso. El odónimo se debe al agua bendita que es santificada en algunas iglesias del cristianismo. Atraviesa una serie de sectores de la ciudad, entre los límites del barrio de Recreo por la parte más baja cercana al plan, y el Cerro Los Placeres desde su inicio en la parte más alta. 
Dicha vía conecta con la Ruta CH-60, en la denominada «variante Agua Santa», como una prolongación de ella hacia el área urbana de la comuna, siendo uno de los accesos principales a la ciudad para quienes vienen desde Santiago. En su otro extremo, se encuentra ubicada la Estación Miramar del Tren Limache-Puerto, además de marcar la división del eje de las calles Viana-Álvares con la Avenida España, que conecta con la comuna de Valparaíso. Por esta razón, es una de las rutas con mayor congestión vehicular de la ciudad en periodos de alto tráfico.
Dentro de los hitos más destacados de esta calle, se encuentra la Iglesia de Lourdes, el Mirador Pablo Neruda, con vista hacia la bahía de Valparaíso, la sede central de la Universidad Viña del Mar y del canal TV+ (anterior UCV TV).